# 鹽竈市
鹽竈市（日语：／ Shiogama shi */?），俗作「鹽釜市」（塩釜市），是日本宮城縣的城市，位于太平洋沿岸的仙台灣內、宮城縣的中央，是仙鹽地区的中心之一。鹽竈市的人口密度在宮城縣內的市町村中排名第一。當地水產業發達，金槍魚魚生的捕獲量、蒲鉾等魚漿製品的產量位居日本第一。鹽竈市每平方公里的壽司店間数和人均壽司店數也是日本第一多。

## 概要

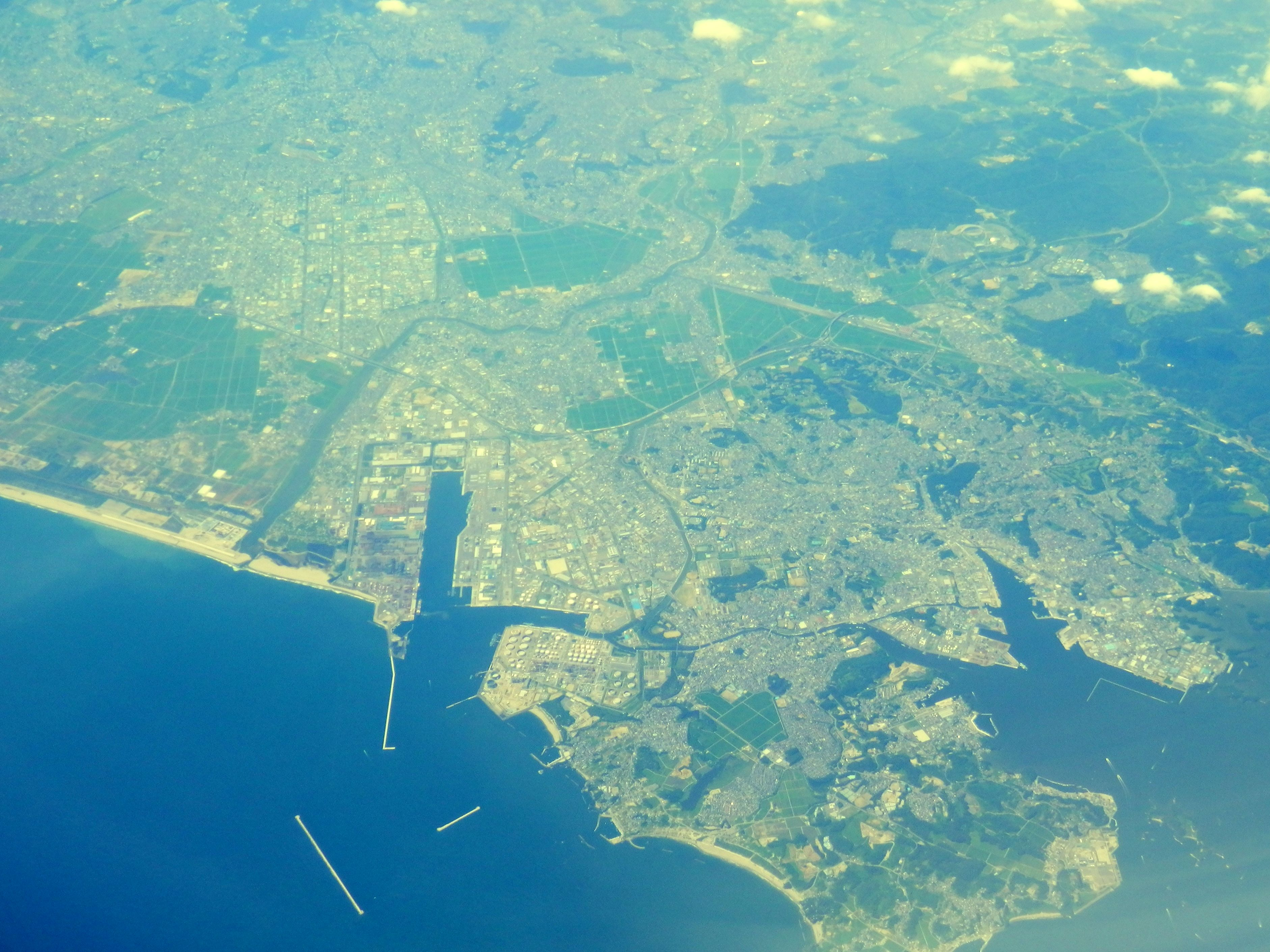
俯瞰仙台市（左）與鹽竈市（右）

轄區圍繞於松島灣和松島丘陵間，平地幾乎都是填海土地，市街中填海的土地佔6成，丘陵地佔4成。由於狹窄的可住地內聚居密集的人口，使當地幾乎無適合路邊店開店的土地。而藉由減反政策獲得餘裕土地的利府町和多賀城市則有大量路邊店鋪進駐，因此鹽竈市失去了仙鹽地區的商業中心的地位，市中心部和郊外部的商業也變得低迷。（見「經濟」章節）

### 經濟
經濟狀況嚴峻，市內商業街滿是關閉的店舗。為了以觀光促進經濟發展而設立的旅客船樞紐也是在承租人陸續撤退的情況下赤字經營。

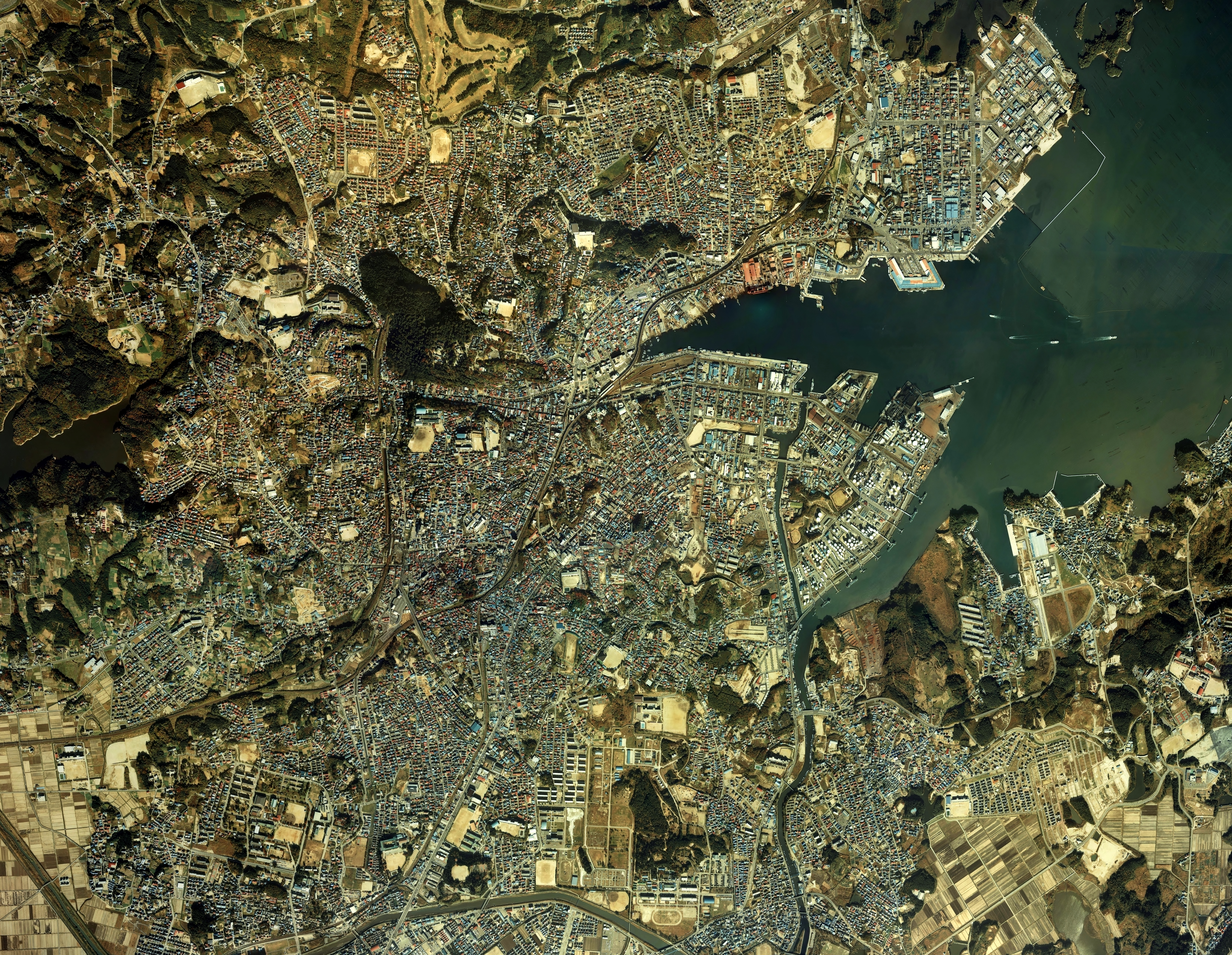
鹽竈市中心部周邊的航拍照片。照片右上可見松島的一部分。照片下部一帶是南部鄰接的多賀城市市役所一帶。由1984年（昭和59年）拍攝的18張照片合成。

## 市名表記（「鹽竈」與「鹽釜」）
「鹽竈」（日语：塩竈）二字中，「鹽」在日本常用漢字中寫作（新字體），市名用之。舊字體字在「鹽竈神社」以外已不常使用。字有時也寫作擴張新字體。另外，各機關、設施中關於地名的等不同表記，皆讀作（Shiogama）。
以日文同音的表記的情況很常見，位於鹽竈市內的非政府機關之名稱多用（例如郵局為），JR線站名也使用（鹽釜站、本鹽釜站等），「釜」即所謂「鍋・釜」的，而「竈」是用於承載釜的，字義不同。
市名來自鹽竈神社的社号，該市的公文表記統一作，由於字書寫困難，市公文以外常以代替，亦可獲承認。為了讓人們正確書寫漢字，市官方網站及宣傳冊為了對外宣傳，收錄有的筆順。

## 行政
| 代 | 氏名         | 就任                       | 退任                       | 備考 |
| -- | ------------ | -------------------------- | -------------------------- | ---- |
| 1  | 菊地雄治     | 1890年（明治23年）7月      | 1901年（明治34年）         |      |
| 2  | 水間豐稻     | 1901年（明治34年）10月21日 | 1911年（明治44年）5月14日  |      |
| 3  | 根本四郎平   | 1911年（明治44年）6月24日  | 1918年（大正7年）2月12日   |      |
| 4  | 菊池忠吉     | 1918年（大正7年）3月22日   | 1922年（大正11年）10月8日  |      |
| 5  | 佐藤静治     | 1923年（大正12年）7月21日  | 1925年（大正14年）6月16日  |      |
| 6  | 今村治三郎   | 1925年（大正14年）11月21日 | 1936年（昭和11年）2月7日   |      |
| 7  | 佐浦重治郎   | 1936年（昭和11年）8月1日   | 1940年（昭和15年）7月31日  |      |
| 8  | 今村治三郎   | 1940年（昭和15年）8月1日   | 1941年（昭和16年）1月6日   | 再任 |
| 9  | 東海林祐五郎 | 1941年（昭和16年）5月19日  | 1941年（昭和16年）11月22日 |      |

| 代 | 氏名       | 就任                      | 退任                      | 備考 |
| -- | ---------- | ------------------------- | ------------------------- | ---- |
| 1  | 守屋榮夫   | 1942年（昭和17年）3月3日  | 1946年（昭和21年）5月1日  |      |
| 2  | 櫻井辰治   | 1946年（昭和21年）6月18日 | 1967年（昭和42年）4月30日 |      |
| 3  | 川瀨基治郎 | 1967年（昭和42年）5月1日  | 1983年（昭和58年）4月30日 |      |
| 4  | 内海勇三   | 1983年（昭和58年）5月1日  | 1991年（平成3年）4月30日  |      |
| 5  | 三升正直   | 1991年（平成3年）5月1日   | 2003年（平成15年）4月30日 |      |
| 6  | 佐藤昭     | 2003年（平成15年）5月1日  | 現職                      |      |

## 公共機關

### 國家設立的地方機構
- 法務省仙台法務局鹽竈支局
- 財務省橫濱税関仙台鹽釜税關支署鹽釜事務所
- 国税厅仙台国税局鹽釜税務署
- 厚生勞動省宮城勞動局鹽釜公共職業安定所
- 厚生勞動省仙台檢疫所
- 農林水產省橫濱植物防疫所鹽釜支所
- 海上保安廳 - 第二管区海上保安本部、宮城海上保安部、第二管区情報通信管理中心

### 醫療
救急指定病院
- 赤石病院
- 坂總合病院（日语：坂総合病院）（災害據點病院（日语：災害拠点病院））
- 鹽竈市立病院

等

## 人口
| 鹽竈市人口分布圖 |                                               |  |
| 鹽竈市與日本全國年齡別人口分布比較圖 （2005年資料） | 鹽竈市的年齡、男女別人口分布圖 （2005年資料） |  |
| ■紫色是鹽竈市 ■綠色是全国 | ■藍色是男性 ■紅色是女性                       |  |
| 鹽竈市人口變化 \| 1970年 \| 58,772人 \| \| \| 1975年 \| 59,235人 \| \| \| 1980年 \| 61,040人 \| \| \| 1985年 \| 61,825人 \| \| \| 1990年 \| 62,025人 \| \| \| 1995年 \| 63,566人 \| \| \| 2000年 \| 61,547人 \| \| \| 2005年 \| 59,357人 \| \| \| 2010年 \| 56,490人 \| \| \| 2015年 \| 54,187人 \| \| \| 2020年 \| 52,203人 \| \| |                                               |  |
| 資料來源：日本總務省統計中心提供之人口普查數據 |                                               |  |
| 1970年 | 58,772人                                      |  |
| 1975年 | 59,235人                                      |  |
| 1980年 | 61,040人                                      |  |
| 1985年 | 61,825人                                      |  |
| 1990年 | 62,025人                                      |  |
| 1995年 | 63,566人                                      |  |
| 2000年 | 61,547人                                      |  |
| 2005年 | 59,357人                                      |  |
| 2010年 | 56,490人                                      |  |
| 2015年 | 54,187人                                      |  |
| 2020年 | 52,203人                                      |  |

## 教育

### 高等学校（高中）
- 宮城縣鹽釜高等學校（日语：宮城県塩釜高等学校）

### 中学
- 鹽竈市立第一中學校（日语：塩竈市立第一中学校）
- 鹽竈市立第二中學校
- 鹽竈市立玉川中學校
- 鹽竈市立浦戶中學校

※鹽竈市立第三中學校之所在地為多賀城市。

### 小学
- 鹽竈市立第一小学校
- 鹽竈市立第二小学校
- 鹽竈市立第三小学校
- 鹽竈市立月見ヶ丘小学校
- 鹽竈市立杉之入小學校（日语：塩竈市立杉の入小学校）
- 鹽竈市立玉川小学校
- 鹽竈市立浦戶第二小学校（浦戶第一小学校已於2004年3月31日閉校）

## 交通

### 鐵道
- 東日本旅客鐵道 ： 鹽釜站、本鹽釜站
  - 東北本線 ： 鹽釜站

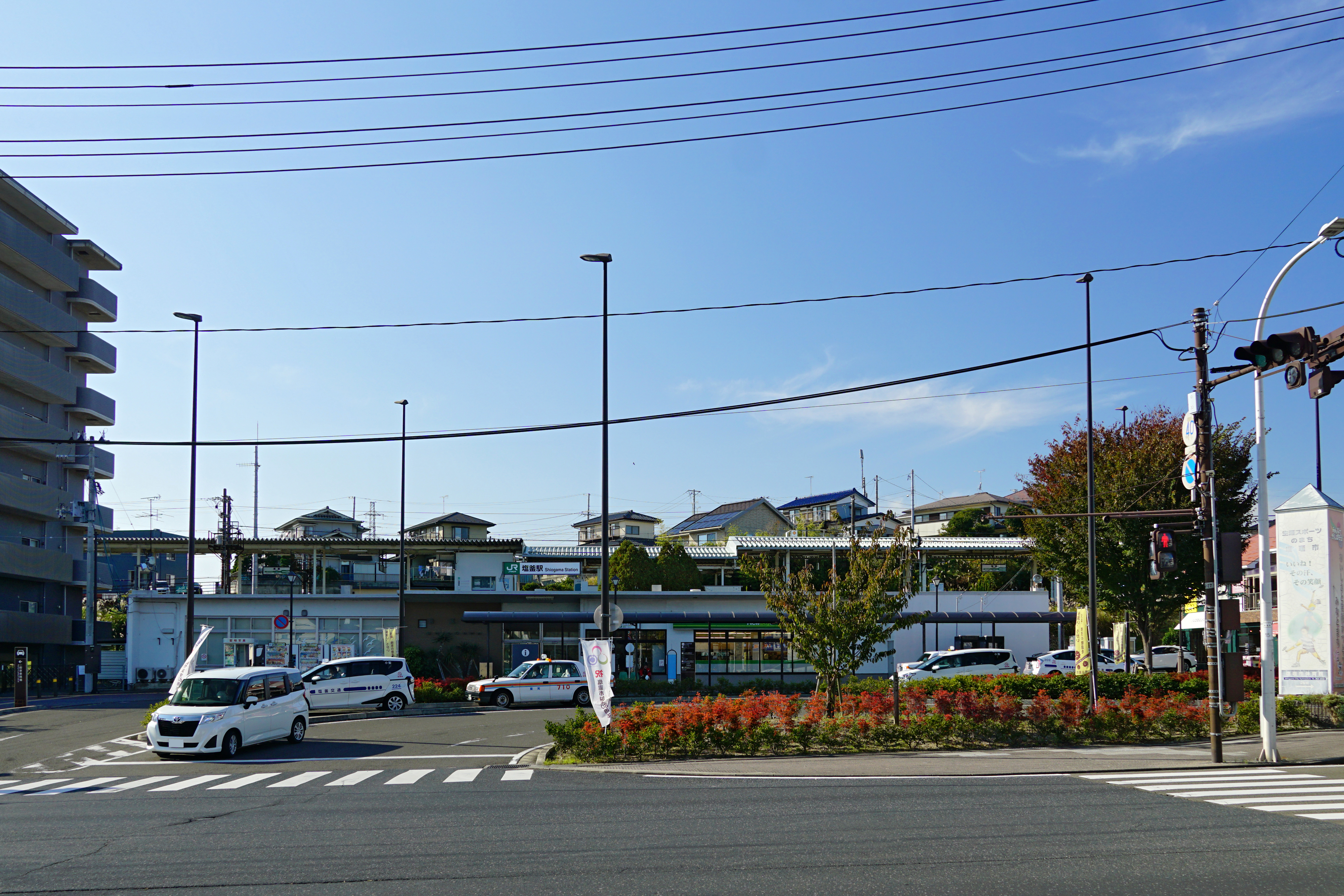
鹽釜站

  - 仙石線 ： 下馬站 - 西鹽釜站 - 本鹽釜站 - 東鹽釜站

1997年（平成9年）前尚有鹽釜線（1956年貨物線化，停止運客）的鹽釜港站（塩釜港駅）。

### 渡輪、汽船
- 鹽竈市營汽船（鹽竈 - 浦戶諸島）

### 道路

#### 一般国道
- 國道45號

#### 縣道
- 宮城縣道3號鹽釜吉岡線
- 宮城縣道10號鹽釜亘理線
- 宮城縣道11號鹽釜港線
- 宮城縣道23號仙台鹽釜線
- 宮城縣道35號泉鹽釜線
- 宮城縣道58號鹽釜七ヶ濱多賀城線

## 博物館
- 鹽竈市水產資料室
- 鹽釜神社博物館

## 名勝・古跡・景點・祭事・催事

### 觀光
- 鹽竈神社
- 志波彦神社
- 鹽竈神社博物館
- 御釜神社（日语：御釜神社）
- 籬神社
- 鹽釜漁港（特定第3種漁港）
- 鹽釜水產物仲卸市場（日语：塩釜水産物仲卸市場）

- 浦戶諸島（日语：浦戸諸島）
- 長井勝一（日语：長井勝一）漫画美術館
内
- 塩釜曲水
- （日本六玉川之一）
- 母子石
- 海洋之門塩釜（日语：マリンゲート塩釜）

### 祭
- （日本三大船祭之一）

### 名產
- 鮪（捕撈量日本最高）
- 、竹輪、薩摩炸魚餅等水產加工品（產量日本第一）
- 點心（生銅鑼、等）
- 日本酒（浦霞、於茂多加 男山、等）

## 出身名人
- 大友康平（日语：大友康平） - 音樂家（HOUND DOG）
- 門脇治 - 作曲家
- 菅野潤 - 鋼琴家
- 菊池俊夫（日语：菊池俊夫） - 原職業棒球選手（歐力士野牛）
- 木村謙吾（日语：木村謙吾） - 職業棒球選手（東北樂天金鷹）
- 坂井道郎（日语：坂井道郎） - 大洋渔业（日语：マルハニチロ）取締役会長
- 佐佐木勇人 - 足球選手（仙台維加泰）
- 佐藤正（日语：佐藤正 (漫画家)） - 漫画家
- 須藤賢一（日语：須藤賢一） - 鍵盤手
- 高橋瞳 - 歌手
- 津太夫（日语：津太夫） - 日本首個乘船環遊世界的人
- 中野正志（日语：中野正志） - 政治家
- 中原誠（日语：中原誠） - 將棋棋士（十六世名人）
- 長井勝一（日语：長井勝一） - 漫画雜誌《GARO》初代編輯長
- 西脇久夫（日语：西脇久夫） - 歌手（BONNY JACKS（日语：ボニージャックス））
- - 猫跳滑雪（英语：Mogul skiing）奧運代表
- 藤公之介（日语：藤公之介） - 作詞家
- 平間至（日语：平間至） -  攝影家
- 平間智和（日语：平間智和） - 足球選手
- 藤本信行 - 脚本家
- 松田公太（日语：松田公太） - Tully's Coffee Japan（英语：タリーズコーヒージャパン）創業者、現参議院議員
- 丸山正雄 - 動畫製作人
- 守屋武昌（日语：守屋武昌） - 原防衛事務次官（日语：防衛事務次官）
- 山寺宏一 - 声優、俳優、达人
- YUKA（日语：YUKA） - 歌手
- - 踢拳手
- 若合春侑（日语：若合春侑） - 作家
- 島崎信長 - 声優

## 電話號碼
以下為鹽竈市內使用的市内局番：
- ：361-1,3〜9、362〜367、762
- ：361-2、369-2
- ：與仙台市同

## 外部連結
- （日語） 鹽竈市官方網站（页面存档备份，存于）
- （日語） 鹽竈市觀光物產協會（页面存档备份，存于）